# Parco di Centocelle (Roms tunnelbana)
Parco di Centocelle är en station på Roms tunnelbanas Linea C. Stationen är uppkallad efter Parco di Centocelle, ett vidsträckt parkområde. Stationen är belägen i distrikten Alessandrino och Prenestino-Centocelle och togs i bruk år 2014. 

## Kollektivtrafik
- Järnvägsstation – Togliatti, Roma-Giardinetti
- Busshållplats för ATAC

## Omgivningar
- Kyrkan San Felice da Cantalice
- Parco di Centocelle
- Torre di Centocelle
- Piazza delle Giunchiglie
- Piazza delle Camelie